# Maroon (песня)
«Maroon» (с англ. — «тёмно-бордовый цвет») — песня американской певицы и автора-исполнителя Тейлор Свифт, вышедшая 21 октября 2022 года в качестве второго трека на её десятом студийном альбоме Midnights с помощью лейбла Republic Records. Песня написана и спродюсирована Свифт и Джеком Антоноффом. Это дрим-поп и синти-поп-баллада со слоистым вокалом, трэп-битами и колеблющейся электрогитарой, создающей устойчивую ноту на протяжении всего альбома. В тексте песни рассказчик вспоминает о прошлых отношениях.
Критики дали «Maroon» в целом положительные отзывы, похвалили производство и сочли текст поэтичным, но немногие нашли тему знакомой с предыдущими песнями Свифт. Песня «Maroon» заняла четвёртое место в Billboard Global 200, третье место в Billboard Hot 100 и вошла в десятку лучших в Австралии, Канаде, Малайзии, Новой Зеландии и на Филиппинах.

## История
28 августа 2022 года Тейлор Свифт анонсировала свой десятый студийный альбом, получив награду «Видео года» за фильм All Too Well: The Short Film на церемонии MTV Video Music Awards 2022 года. Альбом будет выпущен 21 октября 2022 года. Час спустя Свифт раскрыла название альбома, Midnights, и его обложку, но треклист не был раскрыт. В видеоролике, опубликованном на её аккаунте в Instagram 6 сентября 2022 года под названием «The making of Midnights», Свифт сообщила, что продюсером альбома выступил Джек Антонофф, работавший с ней ранее над пятью её студийными альбомами, начиная с 1989 (2014). Начиная с 21 сентября 2022 года, ровно за месяц до выхода Midnights, она анонсировала тринадцатисерийный короткий сериал под названием Midnights Mayhem with Me на платформе социальных сетей TikTok. Цель серии — объявлять название песни в каждом эпизоде, прокручивая лотерейный барабан с тринадцатью шариками для пинг-понга, пронумерованными от одного до тринадцати, каждый шарик представлял трек. В пятом эпизоде 30 сентября 2022 года Свифт объявила «Maroon» как название второго трека. Песня, наряду с тринадцатью объявленными треками и дополнительными неожиданно выпущенными треками для 3am-выпуска Midnights, была выпущена 21 октября на Republic Records.
После выхода альбома Свифт исполнила «Maroon» в качестве песни-сюрприза на шоу 26 мая 2023 года в Ист-Ратерфорде в рамках своего концертного тура Eras Tour 2023 года.

## Композиция
«Maroon» длится три минуты и тридцать восемь секунд. Это дрим-поп и синти-поп-баллада с элементами трип-хопа. Она включает жужжащие электронные дроуны, которые доминируют во второй половине. В производстве использованы многослойный, реверберированный вокал, синтезаторы, предустановленные эхо-шаблоны ударных, трэп-биты, и электрогитара, сыгранная на EBow, создающая одну ноту, которая выдерживается и медленно колеблется вверх и вниз на протяжении всего трека. Критики описали производство трека как эмбиентное, угрюмое и атмосферное. Алексис Петридис из The Guardian описал гитару как «shoegazey». В Paste Эллен Джонсон сравнила производство с трэпом и «легкий рэп» в «Maroon» с музыкой «Dress», трека из альбома Свифт 2017 года Reputation.
В тексте песни рассказчик вспоминает прошлые отношения, в которых она и её возлюбленный делили вместе воспоминания, ссылаясь на многие образы, встречающиеся в старых песнях Свифт, такие как Нью-Йорк, вино и сцены домашней жизни. Припев напоминает об остатках забытых отношений на расстоянии («И как кровь прилила к моим щекам/ Такая алая, она была (Maroon)/ Ржавчина, которая выросла между телефонами»). После подробного описания разрыва отношений во втором куплете рассказчик размышляет о том, что эти отношения все ещё оставляют на ней след в бридже («И я просыпаюсь с твоей памятью надо мной»).

## Отзывы
Кортни Ларосса и Кэлли Алгрим из Insider назвали «Maroon» выдающимся треком с альбома Midnights. Лакросса написала, что песня «блестяще» обыгрывает цветовую теорию Свифт о любви, а Алгрим заявила, что это «мерцающий» ностальгический порыв её прошлых песен. Вольмахер назвал песню «непосредственным шедевром» и, похвалив производство и текст, «поп-песней года». В Esquire Алекс Билмс похвалил трек за «убийственный вокал и тексты, достойные мыльной оперы Райана Мерфи». Журналист Billboard Джейсон Липшутц похвалил авторство песен Свифт в этой песне, сказав, что «их воздействие ничуть не притупилось». Автор статей о поп-культуре Кеннет Партридж в статье для Genius счёл, что песня «Maroon» содержит одни из самых поэтичных текстов, написанных Свифт. Морланд сказал, что из всех треков Midnights «Maroon», возможно, единственный, который не даёт мне спать по ночам". Петридис счёл «превосходный» трек отражением приглушённого, атмосферного производства альбома, а Пол Бриджуотер из The Line of Best Fit отметил, что это один из лучших треков альбома в звуковом плане.
Джон Караманика из The New York Times не был впечатлён продюсированием, сказав, что вокал Свифт «сложен вместе до удушья». Аналогично, Пол Аттард из Slant Magazine посчитал продюсирование несколько избыточным. В Slate Карл Уилсон счёл «Maroon» достойной песней самой по себе, но в контексте Midnights она делает весь альбом затянутым, опираясь на многие знакомые тропы написания песен Свифт, которые кажутся «немного шаблонными и фанатскими». Меган Лапьер из Exclaim! оценила первый куплет и бридж, но нашла остальную часть песни «спотыкающейся в сравнении».

## Коммерческий успех
После выхода альбома Midnights песня «Maroon» дебютировала на третьей позиции в американском хит-параде Billboard Hot 100; её показатели за первую неделю включали 37,6 миллионов потоков, 2 900 скачиваний и 471 000 показов в радиоэфире. Свифт стала первой исполнителем в истории, одновременно занявшей десять первых мест в Hot 100, и женщиной с наибольшим количеством треков в первой десятке (40), обогнав Мадонну (38).
В Canadian Hot 100 «Maroon» поднялся до 4-го места и был сертифицирован Music Canada как платиновый 9 ноября. «Maroon» появился в национальных чартах по всему миру, под номером четыре в Австралии и на Филиппинах, под номером пять в Малайзии и Новой Зеландии, под номером 11 в Португалии и Вьетнаме, под номером 12 в Исландии и Южной Африке, под номером 19 в Хорватии, под номером 20 в Люксембурге,  под номером 22 в Гонконге, под номером 26 в Швеции, под номером 30 в Норвегии, под номером 32 в Дании, под номером 49 в Испании, под номером 96 в Германии, и под номером 100 Аргентине и Франции. В конечном итоге песня заняла четвёртое место в Billboard Global 200.

## Чарты
| Чарт (2022)                                | Высшая позиция |
| ------------------------------------------ | -------------- |
| Аргентина (Argentina Hot 100)              | 100            |
| Австралия (ARIA)                           | 4              |
| Канада (Billboard Canadian Hot 100)        | 4              |
| Хорватия (Billboard)                       | 19             |
| Чехия (Singles Digitál Top 100)            | 27             |
| Дания (Tracklisten)                        | 34             |
| Франция (SNEP)                             | 100            |
| Германия (GfK)                             | 96             |
| Мир (Billboard Global 200)                 | 4              |
| Греция (IFPI)                              | 9              |
| Гонконг (Billboard)                        | 22             |
| Венгрия (Stream Top 40)                    | 32             |
| Исландия (Plötutíðindi)                    | 12             |
| Индия (IMI)                                | 13             |
| Италия (FIMI)                              | 77             |
| Литва (AGATA)                              | 25             |
| Люксембург (Billboard)                     | 20             |
| Малайзия (Billboard)                       | 7              |
| Малайзия, International (RIM)              | 5              |
| Новая Зеландия (Recorded Music NZ)         | 5              |
| Норвегия (VG-lista)                        | 30             |
| Филиппины (Billboard)                      | 4              |
| Португалия (AFP)                           | 11             |
| Сингапур (RIAS)                            | 5              |
| Словакия (Rádio — Top 100)                 | 29             |
| ЮАР (RISA)                                 | 12             |
| Испания (PROMUSICAE)                       | 49             |
| Швеция (Sverigetopplistan)                 | 26             |
| Швейцария, Streaming (Schweizer Hitparade) | 21             |
| Великобритания (OCC UK Audio Streaming)    | 6              |
| США (Billboard Hot 100)                    | 3              |
| Вьетнам (Vietnam Hot 100)                  | 11             |

## Сертификации
| Регион                                                                      | Сертификация | Продажи |
| --------------------------------------------------------------------------- | ------------ | ------- |
| Австралия (ARIA)                                                            | Платиновый   | 70 000  |
| Канада (Music Canada)                                                       | Платиновый   | 80 000  |
| Великобритания (BPI)                                                        | Серебряный   | 200 000 |
| Данные о продажах + прослушиваниях приведены только на основе сертификации. |              |         |